# Gozba (Platon)

## Uvod u Gozbu
Ovaj dijalog dobio je ime po gozbi koju je u svome domu priredio mladi tragički pesnik Agaton. U tragičkom nadmetanju, 416. godine, prvi put je stekao pobedu svojom tetralogijom. Gozba predstavlja vrhunac umetničkog razvitka Platonove ličnosti. Ona je njegovo najveće umetničko delo, u kome se udruživanjem dijalektike i mitskog uobličavanja otkrivaju najdublja saznanja. Posle večere, učesnici — sve istorijske ličnosti u veselom terevenčenju reše da svaki od njih izgovori pohvalu Erotu, bogu ljubavi jer su, kao što je naglasio Fedar „nekim drugim bogovima pesnici ispevali himne i pesme", a Erotu, tako starom i tako moćnom bogu, baš nijedan od tolikih pesnika još nikad nije ispevao nikakve pohvalne pesme. Tako se Platonu pružila prilika da iznese različita mišljenja o tome Bogu, a da u isti mah otkrije svoju izvanrednu veštinu i umetničku snagu, da oblik i sadržaj svake besede udesi prema karakteru onoga lica koje besedi.

## Prva beseda: Fedar
Najpre govori Fedar, sin Pitoklov iz antičkog dema Miriunta. To je isti onaj Fedar koji se pojavljuje još u dvama Platonovim dijalozima: Protagori i Fedru. Iz Lisijine besede o Aristofanovoj imovini doznajemo da je bez svoje krivice zapao u siromaštvo, a takav je i komediograf Aleksida, u kome on kao da predstavlja tip gladnog filozofa, koji od nevolje filozofira o Erotovoj prirodi. Za njega je Erot veliki Bog i dostojan divljenja kod Bogova i kod ljudi, jer on je, kao što Hesiodovi i Parmenidovi mitovi govore o kosmotvornom Erotu, najstariji Bog. On je najveći dobrotvor ljudi ne samo u privatnom, nego i u državnom i u ratnom životu. Najveće dobro je što ga on daje ljudima. Onaj koji ljubi ni pred kim se ne stidi više nego pred onim ko je predmet njegove ljubavi. Kad bi se kakva država ili vojska sastojala samo od ljubavnih parova, ona bi bila nepobediva. Naposletku Fedar ukazuje na plemenito požrtvovanje kojim čovek i u smrt ide za voljeno biće. Svedočanstva za erotsku moć uzima iz mitske istorije, ističući na primer Alkestidu, koja je bila spremna da za svog muža Admeta pođe i u smrt. Erot, kao što ovaj primer pokazuje, podstiče ljude na požrtvovanje i uopšte na velike moralne podvige.

## Drugi besednik: Pausanija
Pausanija je stariji čovek, zaljubljen je u Agatona. Kao što postoje dve Afrodite, nebeska i zemaljska, tako postoje i dva Erota, nebeski i zemaljski. Zemaljskom Erotu služe obični ljudi. Oni vole žene isto onako kao mladiće i dečake, i više vole telo nego dušu. A koji su zadahnuti nebeskom Erotu, oni više vole muškarce nego žene, jer miluju ono što je od prirode jače i što više ima pameti. A od muškaraca više vole mladiće nego dečake. Glavna stvar u ovoj besedi sastoji se u postavljanju i odbrani moralnog kodeksa atičke pederastije. U Atini i Lakedemonu mišljenja su o pederastiji podeljena: jedni je sasvim odobravaju, a drugi je osuđuju. Naposletku, besednik nalazi da je lepo biti predusretljiv prema ljubavniku radi vrline.

## Treći besednik: Eriksimah
On je bio sin lekara, i sam lekar, prijatelj Fedrov. I on preporučuje umerenost, a i sam je umeren. On prihvata Pausanijino postavljanje dvaju Erota koji su jednom drugom suprotni, ali te razlike prostiru se ne samo na aktivnosti u ljudskoj duši, nego se mogu naći u celoj prirodi, kao i umetnosti. Za njega je Erot veliki lekar. On govori da svugde ima dobrih i loših nagona, svugde nalazimo načelo privlačenja i odbijanja. Dvostruki Erot pojavljuje se kao simbol atraktivnog i repulzivnog odnosa između prirodnih suprotnosti.

## Četvrti besednik: Aristofan
Aristofan je bio slavni atinski komediograf. On Erotu objašnjava da je bilo tri vrste ljudi: dvostruki muškarci, dvostruke žene i androgini, tj. muško i žensko u isti mah. Androgini su bili okrugli, imali su glavu sa dva lica okrenuta na suprotnu stranu, četiri ruke i četiri noge. Ali bili su snažni, obesni i prkosni, i zato ih je Div rasekao na pola. Tim rasecanjem i odvajanjem rodio se Erot. Posle toga svaka polovina je neodoljivo čeznula za onom drugom polovinom da se opet spoje u jednu celinu. Tada im se Div smilovao i dao im je stidne udove napred tako da se prihvate rada radi održavanja sebe i svoga podmlatka, a drugi da stvaraju prijateljstvo.

## Peti besednik: Agaton
On je bio tragički pesnik, izvanredno lep i druževan čovek. Dok su prethodni besednici slavili samo darove Erotove, Agaton slavi samog Erota. Po njemu Erot je najblaženiji među svim bogovima, jer je od svih najlepši i najbolji. Najlepši je jer je najmlađi, a ne najstariji, kako je rekao Fedar; hoda po najmekšim stvarima i boravi u srcima bogova i ljudi; zato je i najnežniji, a kako u svaku dušu ulazi i odlazi iz nje neprimećen, on je najgipkiji. A najbolji je zato što je najpravedniji, najrazboritiji, najhrabriji i najmudriji. U Agatonovoj zavodničkoj himni izražena je zadovoljena ljubavna žudnja, ali zasićeni Erot nije više Erot, nije više žudnja, jer čovek može žudeti samo za onim što još nema.

## Šesti besednik: Sokrat
On postupa tako kao da ne izlaže svoje misli, nego misli što ih je u razgovoru čuo od neke druge ličnosti; to je razgovor što ga je vodio sa sveštenicom Diotimom. Platon pokazuje Sokrata kao nosioca budućeg života. Iz njegovog razgovora sa Diotimom izlazi da Erot nije ni dobar, ni lep, a ni ružan, nego se nahodi u sredini između ružnoće i lepote, između zloće i dobrote i, uopšte, nije veliki bog, kao što je uzimao Fedar, a ni smrtno biće nego nešto između toga dvoga: između smrtnog i besmrtnog. On je veliki demon koji posreduje između bogova i ljudi, most između konačnog i besmrtnog, a to dolazi od njegovog porekla. On je sin Poara, viška, koji dolazi od izobilja, i Penije, oskudice koja čezne za izobiljem. Diotima posvećuje Sokrata u poslednje stvari tajnama ljubavi. Erot je personifikacija stvaralačke žudnje koja počinje u sferi čudnog, postepeno se uspinje i na posletku dolazi do samog lepog. Diotima razlikuje tri progresivna stepena; telo, dušu i saznanje.

## Beseda Alkibijada
Alkibijad je na gozbu došao poslednji i to u pripitom stanju. On nije znao ništa o sadržaju prethodnih govora posvećenih pohvalama Erotu i njegovoj čudesnoj prirodi. Alkibijad je samog sebe postavio kao čoveka koji poseduje neposredno erotsko iskustvo o samom Sokratu. On je uzbuđen i očaran onime što Sokrat govori. Alkibajad se, kao i Sokrat, bolje snalazi u erotici nego u retorici; iz njegovog odstupanja se vidi da je erotika na neki tajanstveni način spojena sa istinom, i ako ne baš sa svakom vrstom istine, onda svakako sa onom koja se krije u misteriji bivstva, nastajanja i propadanja.

## Zaključak
Zanos sam po sebi ne bi mogao doći do punog saznajnog izražaja ukoliko mu nedostaje veština, umetnost ispitivanja (dijalektika) i umetnost samospoznavanja (erotika). Filozof žudi za znanjem, ali on zna tu žudnju, on je prepoznaje kao erotsku žudnju i otkriva kao posredničko vođstvo između ružne svakodnevnice i neprolazne lepote, između duhovnog siromaštva i duhovnog obilja.
Ni erotska obdarenost i obuzetost ni saznavalačka veština, uzeta svaka za sebe, nisu dovoljno moćni posrednici između duhovnog siromaštva i duhovnog obilja. Ako je takvo predstavljanje filozofije dato u Gozbi, nema valjanog razloga za pretpostavku da je ono napušteno u drugim Platonovim dijalozima. Istina, takav uvid u filozofiju saopštava Sokrat, ali jedino je Platonov Sokrat prikazan kao filozof koji razume podjednako i erotiku i dijalektiku.